# Łabiszyn (gmina)
Łabiszyn – gmina miejsko-wiejska w Polsce położona w południowo-zachodniej części województwa kujawsko-pomorskiego, w powiecie żnińskim, z siedzibą w Łabiszynie. W latach 1975–1998 gmina administracyjnie należała do województwa bydgoskiego. Obszar gminy Łabiszyn pod względem fizycznogeograficznym przynależy do dwóch mezoregionów. Południowo-zachodnia część gminy znajduje się w mezoregionie Pojezierza Gnieźnieńskiego – makroregion Pojezierza Wielkopolskiego, pozostałe zaś obszary należą do Kotliny Toruńskiej – makroregion Pradoliny Toruńsko – Eberswaldzkiej (podział według J. Kondrackiego). Krajobraz naturalny gminy to typowy dla Polski krajobraz nizinny, na który składają się młodoglacjalne równiny, urozmaicone wzniesieniami morenowymi znanymi jako Jabłowskie Góry.
Gmina sąsiaduje:
- od północy z gminą Białe Błota.
- od południa z gminami Żnin i Barcin;
- od wschodu z gminami Nowa Wieś Wielka i Złotniki Kujawskie;
- od zachodu z gminą Szubin;

Siedzibą gminy jest Łabiszyn.
Według danych z roku 2020 gminę zamieszkiwały 10 343 osoby.

## Struktura powierzchni
Według danych gmina Łabiszyn ma obszar 167 km², w tym:
- użytki rolne: 59%
- użytki leśne: 31%

Gmina stanowi 16,95% powierzchni powiatu.

## Gospodarka
Łabiszyn to teren typowo rolniczy. Większą część gleb w gminie stanowią grunty klasy V i VI. Główną produkcją rolną jest produkcja zwierzęca: trzoda chlewna i bydło mleczno-rzeźne. W strukturach zasiewów dominuje uprawa zbóż – ok. 3200 ha, ziemniaków przemysłowych i konsumpcyjnych – ok. 700 ha, buraków cukrowych – ok. 350 ha. W Gminie Łabiszyn dobrze rozwinięte jest przetwórstwo mięsne. Na terenie gminy Łabiszyn znajduje się jedna z nielicznych w Polsce masarni ekologicznych – PHUP „Rolmięs” sp. jawna, która w 2002 roku otrzymała certyfikaty AGRO BIO TEST oraz atest EKOLAND. Warto zaznaczyć, że wyroby tej firmy spełniają wymagania jakościowe diety bezglutenowej i optymalnej zwanej inaczej dietą Kwaśniewskiego.
Rolnictwo indywidualne
- gospodarstwa indywidualne: 7 394 ha
- średnia wielkość gospodarstwa: 12,15 ha

Na terenie gminy działają liczne zakłady rzemieślnicze, zwłaszcza w branżach: stolarskiej, mechanicznej, lakierniczej oraz punkty usługowo-handlowe.

## Lasy, ochrona środowiska
Obręb leśny Łabiszyn, administracyjnie wchodzący w skład Nadleśnictwa Szubin, obejmuje swym zasięgiem leśnictwa: Łabiszyn, Pszczółczyn, Załachowo oraz częściowo (należące do gminy Szubin) leśnictwa: Drogosław, Gąbin, Jaktórka.
Leśnictwo Łabiszyn:
- drzewostan w 90% iglasty: przewaga sosny, sporadycznie świerk;
- z liściastych występuje głównie brzoza, sporadycznie dąb,
- zwierzyna: jelenie, dziki, borsuki, kuny, lisy, sarny, łasice

Leśnictwo Pszczółczyn:
- drzewostan w 80% iglasty: sosna, świerk;
- z liściastych: olsza, brzoza,
- zwierzyna: jeleń, sarna, dzik, daniel, jenot, borsuk, zając, łosie-okresowo,
- ptactwo: bażant, dzika kaczka.

Na terenie Leśnictwa znajduje się rezerwat przyrody Ostrów koło Pszczółczyna. Dominuje tam bagienne runo, wśród którego występuje chroniony i bardzo rzadki czosnek niedźwiedzi (Allium ursinum). W rezerwacie obowiązuje całkowita ochrona łowna.
Leśnictwo Załachowo:
- drzewostan w 65% iglasty: sosna oraz w 10% modrzew; liściasty: dąb, olcha, buczyna, brzoza, grab,
- zwierzyna: lis, zając, sarna, dzik, jeleń-okresowo.

### Pomniki przyrody
Na terenie miasta i gminy ochronie prawnej podlegają:
- Łabiszyn – dąb „Jagiełło”, obwód 534 cm,
- Łabiszyn „Wyspa” – lipa, obwód 430 cm,
- Łabiszyn, ul. Farna – lipa drobnolistna – 1 szt.
- Załachowo – głaz, obwód 1 150 cm,
- Lubostroń – głaz, obwód 520 cm,
- Lubostroń „Park” – buki 2 szt., obwód 240 i 410 cm,
- Pszczółczyn – dąb, obwód 474 cm,
- Rzywno – dąb, obwód 456 cm,
- Nowe Dąbie – sosna – 1 szt.
- Droga Lubostroń-Barcin – aleja modrzewiowa 46 szt.,
- Droga Łabiszyn–Chomętowo – aleja lipowa,
- Droga Pszczółczyn–Annowo – aleja lipowa – 6 szt.

|  |

## Demografia

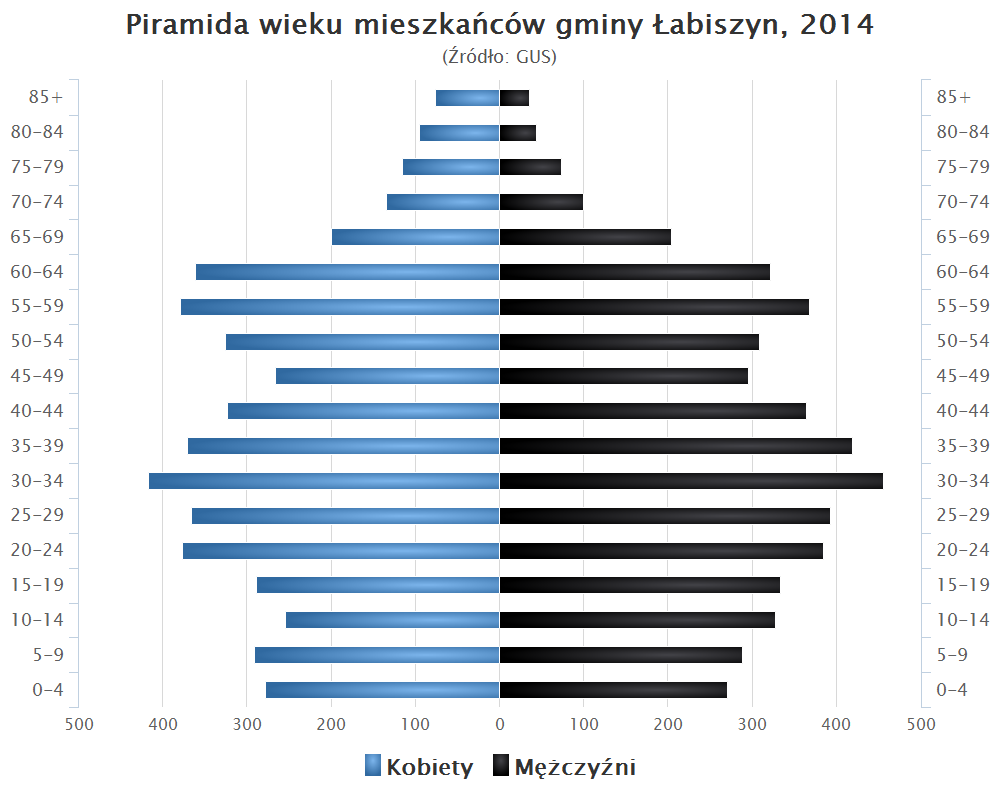
Piramida wieku mieszkańców gminy Łabiszyn w 2014 roku

Dane z 30 czerwca 2008:
| Opis                              | Ogółem | Ogółem | Kobiety | Kobiety | Mężczyźni | Mężczyźni |
| --------------------------------- | ------ | ------ | ------- | ------- | --------- | --------- |
| jednostka                         | osób   | %      | osób    | %       | osób      | %         |
| populacja                         | 9468   | 100    | 4699    | 49,6    | 4769      | 50,4      |
| gęstość zaludnienia (mieszk./km²) | 57     | 57     | 28      | 28      | 29        | 29        |

## Zabytki
Wykaz zarejestrowanych zabytków nieruchomych na terenie gminy:
- zespół pałacowy w Lubostroniu, obejmujący: pałac z 1800; oficyna tzw. stary pałac obecnie hotel z pierwszej połowy XIX w.; stajnię z wozownią z pierwszej połowy XIX w.; domek myśliwski z początku XX w.; park z końca XVIII w.; ogrodzenie z bramą z pierwszej połowy XIX w.; dom ogrodnika z końca XIX w.; oranżerię z końca XIX w.; piwnicę w fosie, z końca XIX w.; piwnica-lodownia, z początku XX w.; piwnicę ziemną z początku XX w., nr A/192/1-6 z 10.03.1994 i A/290/1-5 z 27.01.2005 roku
- dzielnica starego miasta Łabiszyna z XIII w., nr 368 z 18.09.1957 roku
- kościół klasztorny reformatów, obecnie parafia pod wezwaniem św. Mikołaja z drugiej połowy XVIII w. w Łabiszynie, nr A/808 z 10.03.1933 roku
- cmentarz parafii pod wezwaniem św. Mikołaja z XVIII/XIX w. w Łabiszynie, nr A/235 z 07.03.1989 roku
- dom przy ul. Tysiąclecia 11 w Łabiszynie, nr A/401/1 z 12.05.1994 roku.

## Sołectwa
Buszkowo, Jabłowo Pałuckie, Jabłówko, Jeżewice, Jeżewo, Łabiszyn-Wieś, Nowe Dąbie, Obielewo, Ojrzanowo, Oporowo, Ostatkowo, Smogorzewo, Wielki Sosnowiec, Władysławowo, Załachowo.

## Pozostałe miejscowości
Annowo, Antoniewo, Kąpie, Klotyldowo, Kłodzin, Lubostroń, Łabiszyn (osada leśna), Obórznia, Oporówek, Pszczółczyn, Rzywno, Smerzyn, Wyręba, Zdziersk.

## Sąsiednie gminy
Barcin, Białe Błota, Nowa Wieś Wielka, Szubin, Złotniki Kujawskie, Żnin